# Iresine diffusa
Espèce
Classification phylogénétique
Iresine diffusa est une espèce de plantes de la famille des Chenopodiaceae, ou des Amaranthaceae selon la classification phylogénétique. Connue depuis longtemps pour ses vertus thérapeutiques, on prête notamment à cette plante des propriétés anti-inflammatoires, antiseptiques ou anti-tumorales. Elle est parfois désignée sous le nom d'« herbe des Mayas » en phytothérapie.
On trouve cette espèce sur tout le continent américain, mais principalement en Amérique centrale, au-dessus de deux mille mètres. Cette variété contient diverses substances aux propriétés spécifiques. Les plantes sont rigoureusement sélectionnées à l'âge adulte. À part les racines, toutes les parties de la plante sont utilisées. On en tire une huile visqueuse dans laquelle se trouvent ses matières actives, comme le sesquiterpène et l'isoflavone. Il faut environ 100 kilogrammes de plantes pour obtenir seulement un demi-kilogramme de cette huile concentrée et riche en ces substances naturelles fonctionnelles.

## Synonymes scientifiques
- Celosia paniculata L.
- Iresine celosioides L.
- Iresine elongata Humb. & Bonpl. ex Willd.
- Iresine celosia L.
- Iresine canescens Humb. & Bonpl. ex Willd.
- Iresine paniculata (L.) Kuntze

## Usage thérapeutique
Cette plante figurait déjà en 1552 dans le fameux manuscrit Libellus de Medicinalibus Indorum Herbis. Celui-ci, dans lequel on parlait clairement de toutes les espèces d'Iresine connues jusque-là, a été réédité en 1952.
Dans la tradition, ce remède était utilisé dans des situations pathologiques tumorales (prostate, sein, ovaire, cerveau, intestin, etc.) On lui attribuait des vertus énergétiques restructurantes. Le remède est aussi employé comme activateur de la libido, comme remède à visée psychiatrique, ou encore comme remède des dépressions immunitaires.
Par la suite plusieurs scientifiques ont étudié et publié les vertus chimiques de l'Herbe des Mayas, telle le célèbre biochimiste spécialiste en biologie moléculaire, le Dr Carl Djerassi et aussi le Dr Pierre Crabbé.
C'est seulement en 1960 que le thérapeute et investigateur nicaraguayen Efraín Contreras découvre les vraies propriétés thérapeutiques de cette plante, principalement sur les états dépressifs, dans l'hyperactivité infantile, dans les cas de troubles mictionnels dus à un accroissement anormal de la prostate (hypertrophie prostatique), et dans différentes pathologies tumorales. Iresine diffusa a été introduite en Europe pour la première fois semble-t-il il a une quinzaine d'années[Quand ?] et en France vers 1994-1998[réf. nécessaire].
La plante contient des glucides stéroïdes à son état naturel. Ces mêmes substances se rencontrent dans la majorité des cytostatiques anticancéreux (produits ou substances qui peuvent bloquer la division cellulaire et la forcer à mourir), utilisés traditionnellement. On notera la présence naturelle des glucides stéroïdes à une concentration similaire à celle des drogues synthétiques. Cette herbe agit sur la perméabilité de la cellule pathologique et change le potentiel bio-électrique de la membrane cancérigène. Le sesquiterpène iresine est une substance trouvée en haute concentration dans la plante, ce qui en fait un des constituants principaux. Les propriétés en sont diverses : anticancéreuses, anti-inflammatoires, anti-allergiques, antiseptiques. La majorité des terpènes sont d'ailleurs des substances positivantes et ont un effet stimulateur sur l'organisme de manière générale. Ces substances sont également capables de raccourcir la période menstruelle. L’isoflavone tlatlancuayin a des propriétés anti-oxydantes, c’est-à-dire captant les radicaux libres d’oxygène, ce qui contribue au renouvellement cellulaire, sans oublier sa puissante action antimicrobienne[réf. nécessaire].